# Kościół Świętego Seweryna w Kolonii

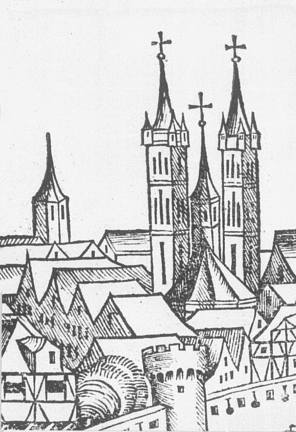
Widok kościoła z 1493 za Liber chronicarum

Kościół Świętego Seweryna w Kolonii (niem. Sankt Severin Kirche) – jeden z dwunastu romańskich kościołów w Kolonii, usytuowany w południowej części Starego Miasta. Dedykowany jest ósmemu biskupowi Kolonii, św. Sewerynowi (zm. w 408 roku). Dawny kościół klasztorny, w 1953 roku podniesiony przez papieża Piusa XII do godności bazyliki mniejszej. Przykład architektury późnoromańskiej i wczesnogotyckiej w Dolnej Nadrenii.

## Historia
Świątynia usytuowana jest przy Severinstrasse, która znajduje się na miejscu dawnego rzymskiego traktu prowadzącego z Kolonii do Bonn i dalej na południe. Pod nawą świątyni archeolodzy odkryli tzw. mozaikę Dionizosa (Dionysosmosaik), która znajduje się dziś (2012) w zbiorach kolońskiego Römisch-Germanisches Museum. Prawdopodobnie stanowiła ona część memorii (cella memoriae) poświęconej Dionizosowi.
Pierwsze wzmianki o kościele pochodzą z VI i VIII wieku n.e. Na tym miejscu znajdowało się wzniesione w czasach karolińskich memorium z kryptą, w której umieszczono szczątki św. Seweryna. Kult patrona stał się asumptem do wzniesienia ok. 900 roku romańskiej bazyliki. Podczas jej budowy zachowano dawną kryptę. Wiadomo, że za panowania arcybiskupa Brunona (953–965) kościół otrzymał bogaty wystrój. Za czasów panowania dynastii salickiej, w 1043 roku dawną kryptę przebudowano na kształt trójnawowej hali. Powyżej wzniesiono trójnawową bazylikę z nawą poprzeczną i krótkim prostokątnym prezbiterium oraz masywem zachodnim. Za czasów arcybiskupa Hermana III (1089–1099) relikwie św. Seweryna złożono w ozdobnym relikwiarzu, który był fundacją kolońskiego hierarchy.
W latach 1220/30–1237 część wschodnia świątyni została rozbudowana o poligonalnie zamknięte prezbiterium, flankowane kwadratowymi wieżami. Kościół otrzymał godność kolegiaty. Pod koniec XIV wieku przebudowano masyw wieżowy, który otrzymał wysoką kwadratową wieżę na osi. W następnym stuleciu wzniesiono w formach późnogotyckich zabudowania kanonickie wokół czworobocznego wirydarza otoczonego krużgankiem (istniejącym do 1839). Ponadto korpus nawowy nakryto sklepieniem sieciowym, okna otrzymały maswerki, podwyższono wieżę zachodnią. Wnętrze otrzymało późnogotycki wystrój (m.in. ołtarz Ostatniej Wieczerzy pędzla Bartholomäusa Bruyna, witraże), który wzbogacono w XVII i XVIII w. o liczne dzieła barokowe m.in. organy, ołtarz główny, chrzcielnicę czy ambonę.
W XIX wieku znaczna część nowożytnego wyposażenia kościoła została usunięta, w celu puryfikacji i regotycyzacji świątyni. Od 1888 przeprowadzono szereg prac restauracyjnych mających na celu przywrócić kościołowi pierwotny średniowieczny charakter. Podczas nalotów dywanowych na Kolonię w 1942 i 1945 roku kościół uległ poważnym zniszczeniom (zawalenie części sklepień, pożar wnętrza). Trwająca do 1959 roku odbudowa przywróciła ostatecznie kościołowi średniowieczny wygląd. W latach 1979–1998 podczas prac konserwacyjnych odsłonięto znaczne części gotyckiej polichromii.

## Architektura
Kościół Świętego Seweryna składa się z czteroprzęsłowego bazylikowego korpusu nawowego, poprzedzonego wieżą zachodnią usytuowaną na osi transeptu, oraz dwuprzęsłowego, poligonalnie zamkniętego prezbiterium, do którego przylegają kaplice. Poniżej prezbiterium znajduje się późnoromańska krypta. Do północnej nawy głównej przylega zachowane południowe skrzydło krużganku. Wnętrze jest nakryte sklepieniem krzyżowo-żebrowym (wspartym na służkach przylegających do filarów lub lizen), oprócz nawy głównej, która ma późnogotyckie sklepienie sieciowe.
Artykulacja ścian prezbiterium, które mają podział na dwie strefy, łączy cechy romańskie z gotyckimi. Dolna strefa mieści w zamknięciu nisze z okrągłymi oknami z sześciolistnymi rozetami, natomiast okna górnej strefy są zamknięte półkoliście. Podobnie jak w dolnej strefie, okna strefy górnej znajdują się w niszach obramionych ostrołukowymi arkadami. Wnętrze korpusu nawowego, którego ściany mają również dwustrefowy podział, ma jednolity gotycki charakter. Poniżej ostrołukowych okien znajdują się ostrołukowe arkady międzynawowe wsparte na flarach wiązkowych.

### Krypta
Usytuowana pod prezbiterium krypta ma formę trójnawowej hali. W jej architekturze klarowne są podziały chronologiczne – zachowała się część krypty pochodząca z XI stulecia, jednakże większa jej powierzchnia jest efektem XIII-wiecznej rozbudowy prezbiterium. Sklepienia kolebkowe spoczywające na masywnych, prostokątnych w planie filarach nadają architekturze tej części kościoła monumentalności.

## Wystrój wnętrza
Pomimo licznych aranżacji wnętrza na ówczesną modłę i zniszczeń świątynia zawiera liczne dzieła sztuki średniowiecznej i nowożytnej. Ściany i sklepienia zdobią fragmenty polichromii, której znaczna część została odkryta podczas prac renowacyjnych. Jedną ze ścian zakrystii pokrywa monumentalne gotyckie malowidło przedstawiające Grupę Ukrzyżowania. Poniżej Chrystusa stoją Maria, Jan Ewangelista oraz święci, w tym Seweryn trzymający model świątyni. Na sklepieniu prezbiterium zachowało się Ukrzyżowanie, charakteryzujące się konturową manierą i łamanymi fałdami szat postaci, typowymi dla tzw. stylu zygzakowatego – wczesnego nurtu sztuki gotyckiej powszechnego w Kolonii.
Gotyckie malarstwo tablicowe reprezentują dwa skrzydła retabulum ołtarzowego z przedstawieniami świętych Agaty i Cypriana oraz Szczepana i Heleny, łączone z Mistrzem Świętego Seweryna – malarza kolońskiego działającego na początku XVI w. Innym przykładem XVI-wiecznego malarstwa kolońskiego jest tryptyk Ostatniej Wieczerzy pędzla Bartholomäusa Bruyna (1493–1555), namalowany około 1550/55 roku, z tytułowym przedstawieniem w części środkowej oraz Zbieraniem manny i Ofiarą Melchizedeka w bocznych skrzydłach. Dzieło to obrazuje wyszukany program teologiczno-ikonograficzny poświęcony Eucharystii. W kaplicy przylegającej do północnego ramienia transeptu znajduje się XV-wieczny tryptyk ze sceną Ukrzyżowania.
Rzeźbę gotycką reprezentuje przede wszystkim XIV-wieczny krucyfiks widlasty z dolorystycznym przedstawieniem Chrystusa. Jest to jeden z kilku w Kolonii tego typu przykładów przedstawień Chrystusa, będących odzwierciedleniem nurtów mistycznych, ukazujących w ten sposób współcierpienie ze Zbawicielem. Na skrzyżowaniu naw przy filarze północno-wschodnim stoi monumentalna figura Madonny z Dzieciątkiem z ok. 1280 roku – przykład wczesnogotyckiego realizmu.
W prezbiterium znajdują się wczesnogotyckie stalle – przykład snycerki schyłku XIII wieku. Z gotyckiego rzemiosła artystycznego zachowały się m.in. brązowy pulpit na Pismo Święte w kształcie orła, relikwiarz św. Seweryna w typie domkowym i kobiece popiersia relikwiarzowe. Ponadto w tej partii zachował się fragment XIII-wiecznej posadzki z motywami geometrycznymi, zaś z nowożytnego wystroju – kilka manierystycznych i barokowych epitafiów, rozmieszczonych na ścianach i filarach korpusu nawowego, obrazy, m.in. XVI-wieczny cykl Żywotów św. Seweryna.

### Dzwony
Cztery dzwony wiszą na zachodniej wieży. Trzy największe są zabytkowe, odlane zostały w 1771 roku przez ludwisarza Martina Legrosa w Malmedy. Najmniejszy z nich także pochodził z tej samej ludwisarni, jednakże ze względu na uszkodzenia został przelany w 1959.
| Lp. | Nazwa                   | Data odlania | Ludwisarz, Miejsce odlania   | Średnica (mm) | Masa (kg) | Dźwięk (16tel) | Uwagi                                          |
| 1   | Severinus               | 1771         | Martin Legros, Malmedy       | 1462          | 1928      | des1 ±0        | –                                              |
| 2   | Maria                   | 1771         | Martin Legros, Malmedy       | 1301          | 1400      | es1 +1         | –                                              |
| 3   | Donatus                 | 1771         | Martin Legros, Malmedy       | 1155          | 930       | f1 –2          | –                                              |
| 4   | Cornelius und Cyprianus | 1959         | Karl Otto, Bremen-Hemelingen | 1088          | 800       | ges1 ±0        | Przelany z dawnego dzwonu z 1771, 776 kg, ges1 |